# Mirada de mujer
Mirada de mujer es una telenovela mexicana producida por Argos Televisión para TV Azteca, entre 1997 y 1998. La telenovela es una versión de la serie colombiana Señora Isabel, de Bernardo Romero Pereiro y Mónica Agudelo, la cual, Romero Pereiro adaptó junto con Jimena Romero para la audiencia mexicana, rompiendo el esquema de la tradicional «telenovela rosa» y alcanzó los más altos índices de audiencia para la naciente «segunda televisora de México».
Se estrenó por Azteca Trece el 28 de julio de 1997 en sustitución de Al norte del corazón y finalizó el 24 de abril de 1998 siendo reemplazado por Tentaciones.
Esta protagonizada por Angélica Aragón y Ari Telch, junto con Fernando Luján y Martha Mariana Castro en los roles antagónicos. Acompañados de Margarita Gralia, Bárbara Mori, Plutarco Haza, María Renée Prudencio, Verónica Langer y Evangelina Elizondo en los roles de soporte.

## Trama
La historia sigue la vida de María Inés Domínguez (Angélica Aragón), una ama de casa de 50 años de edad, que está a cargo de ocuparse principal y únicamente de su marido, Ignacio San Millán (Fernando Luján) y de sus tres hijos, Adriana (María Renée Prudencio), Andrés (Plutarco Haza) y Mónica (Bárbara Mori). Pero a diferencia de las otras amas de casa, María Inés no es feliz con lo que hace, queriendo cumplir sus sueños y metas que hace tiempo dejó en el abandono y/o no ha hecho aún, pero ella se lo oculta a su familia para que no haya problemas.
Tras 27 años ''felices'' de matrimonio, Ignacio conoce a Daniela López (Martha Mariana Castro), una mujer que llega de la nada, de la cual él se enamora. Luego, Ignacio se da cuenta de que su matrimonio con María Inés ya no vale la pena, por lo que decide abandonarla, provocando una inestabilidad en la vida y bienestar familiar, pues sus hijas creen que la culpa es de María Inés el que su padre los haya abandonado; adicionando de que su madre, Doña Elena (Evangelina Elizondo), le exige volver con Ignacio para salvar a su familia y matrimonio. El único apoyo y aliados con los que María Inés cuenta, es con su hijo Andrés, sus amigas Paulina (Margarita Gralia) y Rosario (Verónica Langer), además de su hermana Consuelo (Paloma Woolrich).
La infelicidad acabará para ella cuando conoce a Alejandro Salas (Ari Telch), un escritor y periodista, dieciséis años más joven de diferencia que ella, quién está divorciado y tiene un hijo, Álex (Olmo Araiza). Alejandro no ve a María Inés como una madre, sino como una mujer, algo que María Inés ya había olvidado. Ella encuentra un gran apoyo, pero entre ellos dos hay algo más que eso; al haber química, ellos se sienten enamorados, por lo que para volver a creer en el amor y encontrarse a sí misma, María Inés deberá de tener una Mirada de mujer diferente a las que la rodean para visualizar sus metas.

## Reparto

### Principales
- Angélica Aragón como María Inés Domínguez Sáenz[10]
- Ari Telch como Alejandro Salas[11]
- Fernando Luján como Ignacio San Millán[12]
- Margarita Gralia como Paulina Serracín[13]
- Evangelina Elizondo como Elena Sáenz vda. de Domínguez «Mamá Elena»[14]
- Verónica Langer como Rosario[14]
- María Renée Prudencio como Adriana San Millán Domínguez
- Bárbara Mori como Mónica San Millán Domínguez[15]
- Plutarco Haza como Andrés San Millán Domínguez[16]
- Olmo Araiza como Álex Salas
- Álvaro Carcaño Jr. como Nicolás Navarro
- René Gatica como Francisco
- Carmen Madrid como Marcela Miranda
- Carlos Torres Torrija como Marcos
- Paloma Woolrich como Consuelo Domínguez Sáenz
- Martha Mariana Castro como Daniela López[14]

### Recurrentes
- Muriel Fouilland como Ivana
- Alma Rosa Añorve como Gloria
- Víctor González como Fernando
- Guadalupe Noel como Doña Felisa
- Dora Montero como Elvia
- Mariana Peñalva como Andrea
- Enrique Singer como Enrique
- Ana Graham como Marina

## Premios y nominaciones

### Premios TVyNovelas 1998
| Categoría                 | Nominados                       | Resultados |
| ------------------------- | ------------------------------- | ---------- |
| Mejor telenovela          | Carlos Payán y Epigmenio Ibarra | Nominados  |
| Mejor actriz protagónica  | Angélica Aragón                 | Ganadora   |
| Mejor actor protagónico   | Ari Telch                       | Nominados  |
| Mejor revelación femenina | Bárbara Mori                    | Ganadora   |

### Premios El Heraldo de México 1998
| Categoría                | Nominados                       | Resultados |
| ------------------------ | ------------------------------- | ---------- |
| Mejor telenovela del año | Carlos Payán y Epigmenio Ibarra | Ganadores  |
| Mejor actor juvenil      | Plutarco Haza                   | Ganador    |

### Premios ACE 1999
| Categoría    | Nominados       | Resultados |
| ------------ | --------------- | ---------- |
| Mejor actriz | Angélica Aragón | Ganadora   |
| Mejor actor  | Plutarco Haza   | Ganador    |